# Dendromurins
Els dendromurins (Dendromurinae) són una subfamília de rosegadors de la família dels nesòmids. Conté unes 25 espècies oriündes de l'Àfrica subsahariana. Ocupen tota mena d'hàbitats i se'ls pot veure tant a la sabana com a les selves pluvials. La majoria d'espècies necessiten que hi hagi arbres, però malgrat el seu nom (que significa ‘ratolins d'arbre’ en llatí), no totes tenen un estil de vida arborícola. Es distingeixen per una sèrie de caràcters dentals. Les espècies d'aquest grup tenen una fesomia que recorda els ratolins i, amb una llargada de cap a gropa de 5–14 cm, són relativament petites.